# あなたのブツが、ここに
『あなたのブツが、ここに』は、2022年8月22日から9月29日まで、NHK総合「夜ドラ」枠で放送されたNHK大阪放送局制作のテレビドラマ。主演はNHKのドラマ初主演となる仁村紗和。
2020年10月、コロナ禍でどこか投げやりだった主人公の女性が、キャバ嬢から宅配ドライバーに転身し、様々な困難に立ち向かいながら、前を向いて自分の人生を肯定できるようになっていく様を描くヒューマンドラマ。

## あらすじ
山崎亜子はキャバ嬢として働きながら、一人娘の咲妃を女手一つで育てるシングルマザー。しかしコロナ禍で客足が激減し、更に給付金詐欺に遭い貯金を騙し取られてしまう。困った亜子は咲妃と共に、尼崎でお好み焼き屋を営む母・美里の元に身を寄せ、キャバクラの常連客だった葛西が経営する運送会社で宅配ドライバーとして働き始める。

## キャスト

### 主要人物
山崎亜子（やまさき あこ）〈29〉
演 - 仁村紗和 （少女期：清水胡桃）
主人公。「バベル」で働くキャバ嬢。源氏名は「アリサ」。バツイチのシングルマザー。
コロナ禍で生活は激変し、キャバクラが休業になり、最初は掛け持ちしていた宅配ドライバーへ転職。
娘の咲妃が担任から学校でいじめを受けていると聞いた時は咲妃の教室まで乗り込んで行っている。
元夫の祐二のことで咲妃との関係に悩むが、祐二に金は貸さないことと咲妃のことを直接話して決着を付ける。

### マルカ運輸
亜子たちが勤務する運送会社。
峯田健太（みねた けんた）
演 - 佐野晶哉（Aぇ! group/関西ジャニーズJr. ）（幼少期：植村遥斗）
亜子に憧れるトラックドライバー。明るく素直。得意技はバク転。愛称は「ミネケン」。
業務中にトラックで接触はしていないものの、子供を巻き込んだ事故を起こしてしまう。
その後、事故の責任を感じ、悩んだ末に会社に退職届を一度は提出するが、元気になって復帰する。
葛西信夫（かさい のぶお）
演 - 岡部たかし
社長。「バベル」の常連客。亜子を宅配ドライバーに勧誘する。特技は土下座。
コロナに感染してしまうが隔離後に復帰し、別居していた妻の聖子とも関係改善する。
武田浩三（たけだ こうぞう）
演 - 津田健次郎
先輩ドライバー。エース社員で亜子の指導役に指名されるが、当たりは厳しい。
原和正
演 - 守谷日和
宅配ドライバー。亜子に対して距離感が近くセクハラ発言が多い。
二谷時江
演 - ちよこ
経理担当。葛西の公私混同の領収書を咎めたり、社長の行動のお目付役のようなこともしている。
葛西聖子
演 - 山崎静代
副社長。葛西信夫の別居中の妻で先代社長の娘。コロナに感染した夫に代わり出社する。

### 山崎家と関係者
山崎咲妃（やまさき さき）〈10〉
演 - 毎田暖乃
亜子の一人娘。小学5年生。しっかり者。
下校時にたまたまマスクを外して注意を受けたことから、大樹に机に落書きされるなどのいじめを受ける。
山崎美里（やまさき みさと）
演 - キムラ緑子
亜子の母。尼崎でお好み焼き屋を営む。夫とは死別。シングルマザーとして亜子を育てた。
菅原祐二
演 - 平埜生成
亜子の元夫。ろくに働かず、親に頼れとなどと言っていたクズ男。
バドミントンをしていた咲妃に「審判のおっちゃん」として近づき、亜子の近況を聞き出し、金銭をせびりに来る。
亜子に「100万円貸さないと咲妃に自分が父親だと話す」などと脅すが、咲妃には既に伝えているからと断られる。
また、亜子から咲妃が大人になった時に会いたいと望んだら会ってほしいと言われるが断っている。

### お好み焼き「お月さん」
美里が経営する尼崎のお好み焼き屋。
黒澤
演 - 海原はるか
常連客。いつも井原と二人で来店する。
井原
演 - 烏川耕一
常連客。よくマスクをし忘れて叱られる。

### 宅配先
種田
演 - 徳井優
客。初回配達時にはパンツ姿で玄関に現れたが、その後、少しずつ女装を趣味にしていく。
やがて、女装で亜子の前に現れるようになり、亜子からも似合ってると褒められる。
関根
演 - 隅田美保
時間指定の客。初回時に時間指定の荷物を指定時間に配達したのに出て来ず、再配達した際には謝罪を要求した。
その後も指定時間にはうるさかったが、指定時間内に配達した亜子を照れくさそうに褒めることもあった。

### キャバクラ「バベル」
十三のキャバクラ。コロナ禍の影響で休業になる。
しずく
演 - ゆうちゃみ
キャバ嬢。亜子と仲が良い。店の休業後は不動産会社に転職し営業の仕事をしている。
ノア / 山口七海
演 - 柳美稀
No.1キャバ嬢。自ら命を絶ってしまう。葬儀には亜子としずくが参列している。
高津昌治
演 - 大津広次
店長。景気が回復するまで店を休業すると言い渡す。
ボーイ
演 - 淡路幸誠

### ゲスト

#### 第1回
桑田
演 - 湯浅崇
「バベル」の客。亜子を騙して給付金詐欺を行う。
前田
演 - 坂口修一（第10回）
「バベル」の客。亜子が気に入らず、チェンジをする。
ボーイ
演 -  がんばれ! ぶそんくん（第3回、第5回、第7回、第14回、第17回）
店の入り口にいることが多い。
杉尾
演 - や乃えいじ
刑事。詐欺被害に遭った亜子の事情聴取を担当。
アナウンサー
演 - 浜本諭 （第3・4回、第7回、第9回、第11回、第16 - 18回）
テレビで給付金詐欺関連のニュースなどを報じる。

#### 第2回
山崎豊
演 - 松木賢三（写真）（第6回、第13回、第15・16回）
亜子の父。故人。病気で亡くなっている。生前は「山崎青果」で仕入れと配達をしていた。

#### 第3回
酒井
演 - シルク（第7回）
宅配の客。2回目の配達時（第7回）には印鑑の付いた指輪をしていた。

#### 第4回
神谷
演 - 白山豊（第7回、第12回、第18回、第20回、第23回）
宅配の客。高齢者。初回時には印鑑探しに時間をかけた上に荷物を台所まで運ばせたりしている。
山口
演 - 溜祐美（第7回）
宅配の客。犬のいる家。無愛想で無言で荷物を受け取っている。
アナウンサー
演 - 斉藤雪乃（第5回、第9回、第11回、第15回、第17･18回、第20回、最終回）
テレビのニュースでコロナ感染拡大を報じる。東京オリンピック関連のニュースも報じている。

#### 第5回
長谷川
演 - 大橋梓（第12回）
咲妃のクラスの担任。咲妃のことを心配して亜子に状況を伝え面談をするなどしている。
大樹
演 - 北口栄貴（第9回、第11回 - 第13回）
咲妃のクラスメイト。
陽太とともに咲妃を「濃厚接触者」などと言い、除菌スプレーをかける。
後日、咲妃の家に親と一緒に来て泣きながら謝罪している。
関口陽太
演 - 毛利啓翔（第9回、第11回、第13回）
咲妃のクラスメイト。大樹と仲が良い。
父親の職場に出入りする弁当屋がコロナ感染したらしく、大樹に除菌スプレーをかけられたことがある。
愛美
演 - 石川小梅 （第9回、第11回、第12回、第17･18回、第20回、第23回）
咲妃のクラスメイトで親友。咲妃と帰り道が途中まで一緒。
一緒によくバドミントンをするなど、すごく仲が良い。
アナウンサー
演 - 藤本幸利（声）
テレビのニュースでコロナ感染拡大を報じる。

#### 第6回
牧田さなえ
演 - 藤田千代美（第7回 - 第9回、第13回、第19回、第23･最終回）
宅配の客。高齢者。記憶が曖昧になり近所を徘徊するのを見かねた亜子に警察に連れて行ってもらったことがある。
佐伯里奈
演 - 高橋真彩（第7回、第9回 - 第12回、第23･最終回）
宅配の客。中学生。日中もいつも家に居て、配達時に倒れ込んだことがあり、心配した亜子が病院に連れて行っている。
その後、亜子が配達中に里奈から声をかけられ、無事に通学して友だちとも仲良くしている元気な姿が見られる。
「お月さん」の客
演 - 満腹満、三原悠里、優芽
山下
演 - 大城桜子（第8回、第17回、第20回、第23回）
宅配の客。ろう者の主婦。笑顔で手話でお礼を言ってくれる。

#### 第7回
横田幸子
演 - 三島ゆり子（第8回）
宅配の客。亜子に除菌スプレーを吹きかける。実は夫の介護をしており、夫が感染する事を恐れての行動だった事が判明。
スナックのママ
演 - 五大桃華
亜子が採用依頼に訪れるが、このご時世なので無理と断る。
スナックのマスター
演 - 三角園直樹
亜子が採用依頼に訪れるが、もう少し若ければなどと言って断る。

#### 第8回
高村
演 - 山浦徹
宅配の客。配達時には割れてなかったはずの荷物のワインが割れているとクレームを言ってくる。

#### 第9回
高橋（妻）
演 - 岡部尚子
宅配の客。夫が朝食のシャケが焦げていたことでまだヘソを曲げていると亜子にこぼす。
高橋（夫）
演 - 阪田マサノブ
美穂
演 - しまずい香奈（第20回、第23回）
宅配の客。赤ちゃんが起きるからチャイムを鳴らさないでと言ってくる。
病院の職員
演 - ふちがみまゆ
亜子が里奈を連れて行った病院の受付の職員。

#### 第10回
佐伯杏子
演 - 田中良子 （第11回、第22回）
里奈の母親。病院からの診察代の請求のことで、会社に文句を言いに来るが、亜子が言い返したことで怒り出す。
葛西の土下座と児相への連絡の申し出などで気持ちは収めるが、もう二度と家には来るなと言い放って帰る。

#### 第11回
麺吉の店主
演 - 多賀勝一
コロナのためこれ以上店を続けられないと店仕舞いの作業をしていた。

#### 第12回
高齢者
演 - 妹尾和夫
咲妃と愛美が下校時にたまたまマスクを外しているのを目撃し「マスクをしなさい!」と怒鳴りつける。
大樹がその場面を目撃し、咲妃の机にコロナ関連の落書きをするなどのいじめの原因となった。

#### 第13回
大樹の母
演 - 嶋田光希
大樹とともに咲妃の家に謝罪に訪れる。

#### 第14回
山口淳太
演 - 大八木凱斗
ノア（七海）の弟。亜子としずくに、姉は幸せだったか悲しそうに尋ねる。
山口達男
演 - 野田晋市（第15回）
ノア（七海）の父。

#### 第15回
柏亭三つ葉
演 - 桂二葉（第16回、第23･最終回）
宅配の客。女性落語家。「今度初めて独演会をするから来てな」と亜子が配達したチラシを見せながら話しかける。

#### 第18回
翔真
演 - 毛利玲維（第19回）
峯田の事故に巻き込まれた子ども。
翔真の父
演 - 川添公二
謝罪に来た聖子と峯田に翔真が事故以来、外に出られなくなったと責める。
翔真の母
演 - 立川茜
謝罪に来た聖子と峯田を責める。

#### 第19回
署員
演 - 中道裕子
尼崎中央警察署の署員。亜子に連れられてきた牧田さなえの対応をする。

#### 第20回
峯田功
演 - 八田浩司（第21･22回）
健太の父。長距離トラックのドライバーをしていたが、痔が悪化して辞めている。
峯田里子
演 - 飯島順子（第21･22回）
健太の母。

#### 第22回
宅配ドライバー
演 - 増井友紀子
峯田家に配達し、健太が受け取る。

#### 最終回
恵
演 - 川瀬真理
牧田さなえの娘。さなえを心配して家に帰ってきている。     　　
加納
演 - 守山龍之介
マルカ運輸の新人宅配ドライバー。亜子が教育係になる。

## 評価・受賞
第60回ギャラクシー賞選奨。

## スタッフ
- 脚本 - 櫻井剛
- 音楽 - 森優太
- エンディングテーマ - ウルフルズ「バカサバイバー」（ユニバーサルJ）
- 制作統括 - 櫻井壮一
- プロデューサー - 村山峻平、橋爪國臣
- 演出 - 盆子原誠、梛川善郎、佐原裕貴

## 放送日程
| 週   | 放送日  | 回   | 演出     |
| ---- | ------- | ---- | -------- |
| 1    | 8月22日 | 1    | 盆子原誠 |
| 1    | 8月23日 | 2    | 盆子原誠 |
| 1    | 8月24日 | 3    | 盆子原誠 |
| 1    | 8月25日 | 4    | 盆子原誠 |
| 2    | 8月29日 | 5    | 梛川善郎 |
| 2    | 8月30日 | 6    | 梛川善郎 |
| 2    | 8月31日 | 7    | 梛川善郎 |
| 2    | 9月01日 | 8    | 梛川善郎 |
| 3    | 9月05日 | 9    | 佐原裕貴 |
| 3    | 9月06日 | 10   | 佐原裕貴 |
| 3    | 9月07日 | 11   | 佐原裕貴 |
| 3    | 9月08日 | 12   | 佐原裕貴 |
| 4    | 9月12日 | 13   | 梛川善郎 |
| 4    | 9月13日 | 14   | 梛川善郎 |
| 4    | 9月14日 | 15   | 梛川善郎 |
| 4    | 9月15日 | 16   | 梛川善郎 |
| 5    | 9月19日 | 17   | 盆子原誠 |
| 5    | 9月20日 | 18   | 盆子原誠 |
| 5    | 9月21日 | 19   | 盆子原誠 |
| 5    | 9月22日 | 20   | 盆子原誠 |
| 最終 | 9月26日 | 21   | 盆子原誠 |
| 最終 | 9月27日 | 22   | 盆子原誠 |
| 最終 | 9月28日 | 23   | 盆子原誠 |
| 最終 | 9月29日 | 最終 | 盆子原誠 |

- 当初は9月17日深夜（9月18日未明）、並びに9月23日深夜 - 9月25日深夜（9月24日未明 - 9月26日未明）の『ミッドナイトチャンネル』枠内で、近畿地方限定のキャッチアップ放送が予定されていたが、台風第14号・台風第15号の影響による全国共通の台風・大雨情報の臨時放送により、休止・変更が相次いだ。
  - 当初9月17日深夜（18日未明）の0:51-3:36に近畿地方限定で第1-3週11話分のキャッチアップ放送[20]を予定していたが、台風第14号による特別警報が九州地方に発令され、全国共通でその時間帯に台風・大雨情報を臨時放送した（0:00-5:00）[21]都合で放送中止。
  - 9月23日-25日深夜（24-26日未明）は、20話までの予定で、23日深夜（24日未明）1:31-4:01は1-10話（第1・2週と第3週前半）、24日深夜（25日未明）2:13-3:43は11-16話（第3週後半と第4週）、25日深夜（26日未明=ただしNHK奈良放送局・NHK和歌山放送局は当該時間帯に放送機器調整による放送休止[22]があるため除く）1:24-2:24には第17-20話（第5週）をそれぞれ放送する予定だったが、台風第15号が関東に接近する恐れがあるため、やはり台風・大雨情報（0:35-4:15[23]）を優先させたため、23日深夜を休止し、24日深夜2:13-3:43（時間変更なし）は第1-6話（第1週・第2週前半）、25日深夜1:24-3:24（当初予定より1時間延長　奈良・和歌山の休止は変更なし）に第7-14話（第2週後半・第3週・第4週前半）を放送する日程に変更され、当初第15-20話（第4週後半・第5週）のキャッチアップは中止となる予定だったが、その後の調整で9月27日深夜（9月28日未明）0:30-2:00に延期して放送されることが決定した。